# Верхневолжская епархия
Верхнево́лжская епа́рхия — каноническая и территориально-административная структура Русской древлеправославной церкви. Управляющим епархией является епископ Верхневолжский Василий (Лаврентьев).
- Керженское благочиние; благочинный не назначен;
- Уреньское благочиние; благочинный священноинок Дионисий Большаков;

## История
В 2008 году существовавшая на тот момент Волжская епархия, была разделена на Верхневолжскую и Нижневолжскую. Объединяет общины и религиозные группы древлеправославных христиан, проживающих в Нижегородской, Волгоградской, Самарской, и Саратовской областях.

## Епископы
Епископы Волжские
- Даниил (Калинин) (декабрь 2003 — 5 декабря 2004)
- Варнава (Едигарев) (2005)
- Савин (Тихов) (30 октября 2005 — 23 декабря 2008)

Епископы Верхневолжские
- Василий (Лаврентьев) (с 2008 по н. в.)